# 東八幡神社
東八幡神社（ひがしはちまんじんじゃ）は、徳島県小松島市中田町に位置する神社。

## 歴史
江戸時代初期に蜂須賀家政によって創建。「中田八幡神社」とも呼ばれ、1909年（明治42年）までは西八幡神社も存在した。

### 千代の松原
東八幡神社の参道として300m程の松林があり、千代の松原と呼ばれている。
1601年（慶長6年）に徳島藩祖である蜂須賀家政が千代の松原付近に別館を建てて隠居していた。また豊臣秀吉を祀るためにこの辺りに豊国大明神と豊林寺を建てさせたが、後に建物は取り除かれた。

## 祭神
- 品陀和気命[3]

## 交通
- JR牟岐線「中田駅」より徒歩で約10分。